# Noordelijke reuzennachtzwaluw
De noordelijke reuzennachtzwaluw (Nyctibius jamaicensis) is een vogel uit de familie Nyctibiidae (reuzennachtzwaluwen).

## Verspreiding en leefgebied
Deze soort komt voor van Mexico tot Nicaragua, ook op de Grote Antillen en telt vijf ondersoorten:
- N. j. lambi: westelijk Mexico.
- N. j. mexicanus: van oostelijk en zuidelijk Mexico tot Honduras.
- N. j. costaricensis: Costa Rica.
- N. j. jamaicensis: Jamaica.
- N. j. abbotti: Hispaniola en Île de la Gonâve.